# Varieté
Slovem varieté se označuje obvykle větší zábavní podnik se stálým provozem na stejném místě, jenž v sobě kombinuje prvky kabaretu a cirkusu. Jedná se zpravidla o větší pohostinské zařízení (hospoda, bar, restaurace, vinárna apod.), které je doplněno rozsáhlejším uměleckým programem estrádního typu. Na rozdíl od běžného kabaretu obvykle obsahuje větší množství klasických cirkusových resp. artistických čísel, která mohou být oproti kabaretu náročnější zejména na prostor, popřípadě i na jevištní techniku. Z těchto důvodu bývají varieté prostorově o něco větší než normální kabarety.
Podobné zařízení jako varieté je music hall, což je zábavní zařízení, kde je oproti varieté kladen větší důraz zejména na kvalitní hudbu, zpěv a tanec oproti číslům cirkusovým. Music hall je tedy v podstatě zařízení divadelnější, provoz music hallu také na rozdíl od standardního varieté nemusí být vždy nutně doplněn doprovodnými pohostinskými službami restauračního typu, má tedy blíže ke klasickému hudebnímu divadlu.

## Známá zařízení tohoto typu

### Konkrétní
- Varieté Praga ve Vodičkově ulici v Praze na Novém Městě nedaleko od Václavského náměstí. Pod vedením dr. Plevy proslulo mimo jiné tím, že se zde v roce 1968 konala jedna z prvních striptýzových představení skrytého pod lehce eufemistickým názvem Krása bez závoje - ten předváděla Jana Pešulová z Ústí nad Labem, která také byla vyfotografována pro reklamu na tuto revue a tyto snímky byly vystaveny jednak jako poutač před vchodem do Varieté, jednak vycházely tiskem v novinách. Mezi serióznějšími účinkujícími byli mj. Jitka Zelenková, Valérie Čižmárová, hudební klauni Saša a Vilda, bulharští akrobaté, skupina Mustangové, Karel Černý nebo skupina tanečnic pod choreografií Pinke.
- klasickým music hallem bylo v Praze zejména v 50. a 60. letech 20. století zařízení zvané Alhambra, kde dost často vystupovali různí velmi kvalitní a leckdy i značně populární umělci (někdy je též označováno jako Varieté Alhambra).
- Varieté Večerní Brno, známý zábavní podnik v moravské metropoli, kde také dost často vystupovali různí renomovaní umělci.

### Virtuální a literární
- Varieté Humberto známé, mimo jiné, též z románu Eduarda Basse s názvem Cirkus Humberto, jakož i ze stejnojmenného televizního seriálu někdejší Československé televize (kdy vlastní televizní varieté bylo pro účely natáčení vytvořeno v prostorách Hudebního divadla v Karlíně)
- Televarieté byl revuální pořad Československé televize, jenž je od roku 1977 spjat s natáčením v pražském Hudebním divadle v Karlíně a s moderátory, které tvořila dvojice Jiřina Bohdalová a Vladimír Dvořák